# Magdalena Fjällström
Magdalena Fjällström (ur. 12 stycznia 1995) – szwedzka narciarka alpejska, dwukrotna medalistka mistrzostw świata juniorów i złota medalistka igrzysk olimpijskich młodzieży.

## Kariera
Po raz pierwszy na arenie międzynarodowej Magdalena Fjällström pojawiła się 24 listopada 2010 roku w Tärnaby, gdzie w zawodach FIS Race zajęła drugie miejsce w slalomie. W 2011 roku wystartowała na mistrzostwach świata juniorów w Crans-Montana, gdzie jej najlepszym wynikiem było 26. miejsce w supergigancie. Jeszcze trzykrotnie startowała na imprezach tego cyklu, największy indywidualny sukces osiągając podczas mistrzostw świata juniorów w Québecu w 2013 roku, gdzie zwyciężyła w slalomie. W zawodach tych wyprzedziła bezpośrednio Michelle Gisin ze Szwajcarii oraz Francuzkę Adeline Baud. Ponadto na rozgrywanych rok później mistrzostwach świata juniorów w Jasnej wspólnie z kolegami z reprezentacji zwyciężyła w zawodach drużynowych. W międzyczasie zdobyła złoty medal w superkombinacji podczas igrzysk olimpijskich młodzieży w Innsbrucku w 2012 roku.
W zawodach Pucharu Świata zadebiutowała 27 października 2012 roku w Sölden, gdzie nie zakwalifikowała się do drugiego przejazdu w gigancie. Pierwsze pucharowe punkty wywalczyła 16 marca 2013 roku w Lenzerheide, kończąc slalom na siedemnastej pozycji. Najlepsze wyniki osiągnęła w sezonie 2013/2014, kiedy w klasyfikacji generalnej zajęła 77. miejsce. Nie startowała na mistrzostwach świata ani igrzyskach olimpijskich.

## Osiągnięcia

### Mistrzostwa świata juniorów
| Miejsce | Dzień     | Rok  | Miejscowość   | Konkurencja     | Czas biegu  | Strata  | Zwyciężczyni       |
| ------- | --------- | ---- | ------------- | --------------- | ----------- | ------- | ------------------ |
| DNF2    | 2 lutego  | 2011 | Crans-Montana | Gigant          | 2:28,27 min | -       | Sara Hector        |
| DNF1    | 3 lutego  | 2011 | Crans-Montana | Slalom          | 1:40,32 min | -       | Jessica Depauli    |
| 26.     | 5 lutego  | 2011 | Crans Montana | Supergigant     | 1:28,23 min | +4,99 s | Elena Curtoni      |
| 14.     | 1 marca   | 2012 | Roccaraso     | Slalom          | 1:42,69 min | +4,84 s | Stephanie Brunner  |
| 41.     | 3 marca   | 2012 | Roccaraso     | Gigant          | 2:45,02 min | +8,01 s | Ragnhild Mowinckel |
| DNF1    | 5 marca   | 2012 | Roccaraso     | Supergigant     | 1:06,99 min | -       | Annie Winquist     |
| 1.      | 21 lutego | 2013 | Québec        | Slalom          | 1:52,10 min | -       | -                  |
| 17.     | 22 lutego | 2013 | Québec        | Gigant          | 2:22,23 min | +2,24 s | Lisa-Maria Zeller  |
| 33.     | 24 lutego | 2013 | Québec        | Supergigant     | 1:00,89 min | +2,48 s | Stephanie Venier   |
| 28.     | 26 lutego | 2013 | Québec        | Zjazd           | 1:11,18 min | +2,06 s | Jennifer Piot      |
| 4.      | 26 lutego | 2013 | Québec        | Kombinacja      | ?           | ?       | Ragnhild Mowinckel |
| 8.      | 27 lutego | 2014 | Jasná         | Gigant          | 1:52,86 min | +2,79 s | Marta Bassino      |
| DNF2    | 28 lutego | 2014 | Jasná         | Slalom          | 1:36,09 min | -       | Petra Vlhová       |
| 1.      | 2 marca   | 2014 | Jasná         | Drużynowo       | ?           | -       | -                  |
| 47.     | 3 marca   | 2014 | Jasná         | Supergigant     | 1:14,71 min | +3,05 s | Corinne Suter      |
| 20.     | 3 marca   | 2014 | Jasná         | Superkombinacja | 2:11,34 min | +3,14 s | Elisabeth Kappauer |

### Puchar Świata

#### Miejsca w klasyfikacji generalnej
- sezon 2012/2013: 117.
- sezon 2013/2014: 77.

#### Miejsca na podium w zawodach
Fjällström nie stawała na podium zawodów PŚ.